# Septosperma rhizophydii
Septosperma rhizophydii är en svampart som beskrevs av Whiffen ex W.H. Blackw. & M.J. Powell 1991. Septosperma rhizophydii ingår i släktet Septosperma och familjen Chytridiaceae.   Inga underarter finns listade i Catalogue of Life.